# Rugzwemmende meerval
De rugzwemmende meerval (Synodontis contractus) is een straalvinnige vissensoort uit de familie van de baardmeervallen (Mochokidae). De wetenschappelijke naam van de soort is voor het eerst geldig gepubliceerd in 1928 door Vinciguerra.

## Kenmerken
Deze vis heeft een bruin of bruinviolet lichaam, met verspreide donkere vlekjes. Hij heeft een lichte rug en een donkere buikzijde. De lichaamslengte bedraagt 9,5 cm.

## Leefwijze
Het voedsel van deze vissen bestaat voornamelijk uit plantenkost, ongewervelde waterdiertjes en insectenlarven. Ze maken geluiden, die dienen ter communicatie. Deze vis heeft de gewoonte om ruggelings aan het oppervlak of aan de onderkant van plantenbladeren en rotsen te zwemmen.

## Verspreiding en leefgebied
Deze soort komt voor in Midden-Afrika in rivieren en beken.